# The Execution of Raymond Graham
The Execution of Raymond Graham est un téléfilm canadien réalisé par Daniel Petrie, diffusé en 1985.

## Synopsis
A moins de deux heure de son exécution par injection létale, un flash-back nous montre la vie d'un condamné à mort. 

## Fiche technique
- Titre : The Execution of Raymond Graham
- Réalisation : Daniel Petrie
- Scénario : Mel Frohman
- Musique : James E. Dale
- Montage : David B. Thompson
- Production : David W. Rintels
  - Production exécutive : Gerald I. Isenberg et Hans Proppe
- Format : Couleur - Son : mono - 1,33:1 - 35 mm
- Pays d'origine :  Canada
- Durée : 96 minutes
- Date de diffusion :  États-Unis : 17 novembre 1985

## Distributions
- Graham Beckel : Vic Graham
- George Dzundza : Aumônier de la prison
- Jeff Fahey : Raymond Graham
- Morgan Freeman : Warden Pratt
- Linda Griffiths : Laura Hyler
- Laurie Metcalf : Carol Graham
- Kate Reid : Mme Graham
- Alan Scarfe : Governor Richards
- Lois Smith : Mary Neal
- Josef Sommer : Jim Neal
- Philip Sterling : Max Adler
- Michael Dolan : Richie Neal
- Neil Dainard : John Cole
- Kurt Reis : Doc Vogel
- Ken Pogue

## Distinctions

### Récompenses
- 1987 : Mel Frohman au WGA Award

### Nominations
- 1986 : nomination pour Jeff Fahey, meilleur acteur dans un programme dramatique en vue du Prix Gemini
- 1986 : nomination pour meilleur téléfilm en vue du Prix Gemini
- 1986 : nomination pour Marsha Kleinman, meilleur casting pour un téléfilm en vue du prix Gemini